# Laubbacher Mühlenbach
Der Laubbacher Mühlenbach ist ein 2,654 Kilometer langer Zufluss der Ostrach in Baden-Württemberg in Deutschland.

## Verlauf
Die Quelle des Mühlenbachs liegt auf einer Höhe von 622 m ü. NN am Ostrand des Waldes Lohwiesen, südwestlich des zur Gemeinde Riedhausen gehörenden Bühlhofs im Landkreis Ravensburg.
Nach dem Lohwiesen und der Grenze zum Landkreis Sigmaringen umfließt der Mühlenbach das nördlich gelegene Naturschutzgebiet „Laubbachmühle“, wendet sich bei der Laubbacher Mühle nach Südwesten und mündet rund 1,3 Kilometer südlich des Ostracher Teilorts Laubbach am Rande des Pfrunger-Burgweiler Rieds von rechts und Nordosten auf einer Höhe von 609 m ü. NN in die Ostrach.